# Monochamus lunifer
Monochamus lunifer är en skalbaggsart som beskrevs av Aurivillius 1891. Monochamus lunifer ingår i släktet Monochamus och familjen långhorningar.
Artens utbredningsområde är Ghana. Inga underarter finns listade i Catalogue of Life.